# The Autumn Offering
Pour les articles homonymes, voir TAO.
The Autumn Offering, aussi connu sous l'abréviation TAO, est un groupe de metalcore américain, originaire de Daytona Beach, en Floride. Avant leur pause à durée indéterminée en 2010, ils sont produits par Victory Records.

## Biographie

### Débuts (1999–2004)
The Autumn Offering est formé en 1999, et en 2003, le groupe avait déjà fait plusieurs tournées régionales et nationales. Ils signent en 2004, chez Stillborn Records après avoir été remarqués par le chanteur du groupe Hatebreed, Jamey Jasta. Au cours de la même année, l'album Revelations of the Unsung est produit. Depuis lors, ils font des tournées avec de nombreux groupes comme, entre autres, Slayer, Slipknot, Mastodon, God Forbid, Killswitch Engage, CKY, Gwar, Mushroomhead, Dope et Hatebreed.

### Deuxième et troisième albums (2005–2008)
En 2005, le groupe signe chez Victory Records. Après que leurs premiers titres ont été réédités en janvier 2006, ils entrent aux Audiohammer Studios avec Jason Suecof (Chimaira, Trivium) pour commencer à travailler sur l'album Embrace the Gutter qui sort le 16 mai 2006. Après avoir terminé Embrace the Gutter et quelques tournées nationales, le chanteur Dennis Miller quitte le groupe afin de poursuivre une vie normale. Matt McChesney, du groupe Hell Within, est choisi pour le remplacer. Le groupe connait aussi quelques problèmes, durant l'enregistrement de Embrace the Gutter, qui aboutissent au départ du batteur Nick Gelyon. Il est remplacé, peu après, par Brian Sculley. Le bassiste Sean Robbins quitte aussi le groupe en 2008 pour des raisons inconnues.
L'album suivant, intitulé Fear Will Cast No Shadow, sort le 30 octobre 2007 avec le nouveau chanteur Matt McChesney. La tournée de l'album dure jusqu'en février 2009.

### Requiem(2009)
The Autumn Offering entre en studio le 1er février 2009 pour l'enregistrement de l'album Requiem aux AudioHammer Studios avec le producteur Mark Lewis. L'enregistrement est terminé en mars 2009, et l'album est publié le 8 juin 2009 au label Victory Records. Un clip de la chanson The Curtain Hits the Cast issue de Requiem est publié.
Pour leur quatrième album, The Autumn Offering s'oriente vers une musique plus heavy comparée à leur style pop et mélodique de l'album Fear Will Cast No Shadow. L'album est décrit par le groupe comme plus « mature » avec des « chansons plus longues, au rythme complexe, et au chant dynamique. » Ils vont encore plus loin avec le chanteur Matt McChesney qui écrira des paroles sombres qui traitent de la toxicomanie, notamment. La chanson Narcosis parle de McChesney qui prend de l'héroïne et de la cocaïne en même temps. Requiem atteint la 36e place des Billboard Top Heatseekers.

### The Autumn Offering(2010)
Pour leur cinquième album, The Autumn Offering recrutent deux membres : le guitariste Jesse Nunn de Silent Civilian et Scum of the Earth remplaçant de Matt Johnson, et le bassiste Carl Bensley d'Instinct of Aggression replaçant de Mike Poggione,. The Autumn Offering est publié le 31 août 2010 au label Victory Records.

### Pause (depuis 2010)
En novembre 2010, The Autumn Offering décide de se lancer dans une pause à durée indéterminée. Il est impossible de savoir si cette pause mènera à une séparation. Cependant, le groupe déclare ne pas vouloir travailler dans les dures conditions que leur imposait leur label.

## Membres

### Derniers membres
- Carl Bensley – basse (2010)[10]
- Tommy Church - guitare (2005–2010)
- Matt McChesney - chant (2007–2010)[2]
- Jesse Nunn (Saint) - guitare (2010)[9]
- Brian Sculley - batterie (2008–2010)[2]

### Anciens membres
- Nick Gelyon - batterie (1999–2008)[2]
- Matt Johnson - guitare (1999–2010)[9]
- Dennis Miller - chant (1999–2007)[2]
- Tony Cesaro - guitare (1999–2002)
- George Moore - guitare (1999–2005)
- Mike Bortle - batterie (2008–2010)[2]
- Sean Robbins - basse (1999–2008)[2]
- Joe Santangelo - guitare solo (2009)[2]
- Erik Tisinger - basse (2009)[2]

## Discographie
- 2001 : 5 song Self Titled Demo
- 2003 : 2 song Self Titled Demo
- 2004 : Revelations of the Unsung (réédité en 2006)
- 2006 : Embrace the Gutter
- 2007 : Fear Will Cast No Shadow
- 2009 : Requiem (2009)